# Donnée biométrique
Une donnée biométrique est une caractéristique physique ou biologique permettant d'identifier une personne. Par exemple, l'ADN ou les empreintes digitales sont des données biométriques.